# Regeringen Bang
Regeringen Bang var Danmarks regering 12. december 1854 – 18. oktober 1856.
Ændringer: 13. december 1854, 15. januar 1855, 12. oktober 1855, 16. oktober 1855, 18. februar 1856, 25. maj 1856, 4. juni 1856, 18. juni 1856
Den bestod af følgende ministre:
- Premierminister: P.G. Bang til 12. oktober 1855 derefter Konseilspræsident
- Udenrigsminister:

W.H.B. Scheel-Plessen til 15. januar 1855, derefter
L.N. Scheele
- Finansminister: C.C.G. Andræ
- Indenrigsminister:

P.G. Bang til 18. februar 1856, derefter
C.F. Simony til 4. juni 1856, derefter
I.J. Unsgaard
- Justitsminister:

A.W. Scheel til 15. januar 1855, derefter
C.F. Simony
- Minister for Kirke- og Undervisningsvæsenet: C.C. Hall
- Krigsminister:

M. Lüttichau til 25. maj 1856, derefter
C.C. Lundbye
- Marineminister: O.W. Michelsen
- Minister for Monarkiets fælles indre anliggender: P.G. Bang fra 16. oktober 1855
- Minister for Slesvig:

P.G. Bang til 13. december 1854, derefter
H.I.A. Raasløff til 18. februar 1856, derefter
C.C. Hall til 18. juni 1856, derefter
F.H. Wolfhagen
- Minister for Holsten og Lauenborg: L.N. Scheele